# 立石泰則
立石 泰則（たていし やすのり、1950年（昭和25年） - ）は、日本のノンフィクション作家、フリージャーナリスト。

## 来歴・人物
福岡県北九州市生まれ。北九州大学商学部経済学科卒業、中央大学大学院法学研究科修士課程修了。経済誌編集者を経て『週刊文春』記者となり、白石一文、鈴木洋嗣（のち文藝春秋取締役）と机を並べた。
しかし、立石は30歳で急性胆嚢炎で入院して以来、ほとんど毎年のように急性胃炎や急性膵炎で入退院を繰り返していた。そんな健康状態を心配した白石が、不規則な生活をどうしても強いられる週刊誌記者を辞めて、自分で健康管理のできるフリーランスの生活を勧め、1988年に独立。

## 執筆活動
企業経営者が主な取材対象で、松下幸之助が決断したコンピュータ事業からの撤退をひとつのメルクマークとしながら、松下経営の問題点を論じた『復讐する神話　松下幸之助の昭和史』（文藝春秋）が処女作。
西武グループの堤義明・堤清二兄弟やソフトバンクの孫正義社長などが世間一般から高く評価されていた頃から、厳しい評価を下していたことでも知られる。同様にヤマダ電機に関しても著書で厳しい評価を行っている。一方で、2000～10年代に業績不振により世間から批判されたソニーに対しては、経営陣には厳しいが、開発・製造および販売部門の現場に対してはエールを送っている。
多くの経済ジャーナリストがテレビに出演することを好むが、立石は「自分は物書きである」という信念から必要以上のテレビ出演を避けている。それゆえ、コメンテーターとして顔を出すことは滅多にない。テレビ出演は控えているものの、パナソニックやソニーなど取材対象の企業や労組からの講演依頼は物理的に可能な限り応じている。また、大学院で非常勤講師を務めるなど、大学で特別講師やゲストとして招かれる場合は積極的に引き受けている。

## 受賞歴
- 1993年、『覇者の誤算 日米コンピュータ戦争の40年』（日本経済新聞社→講談社文庫）第15回講談社ノンフィクション賞受賞。
- 2000年、『魔術師 三原脩と西鉄ライオンズ』（文藝春秋→小学館文庫）第10回ミズノスポーツライター賞最優秀賞受賞。

## 著書改竄訴訟
1999年に出版された『魔術師　三原脩と西鉄ライオンズ』（文藝春秋）について、著者の同意を得ずに193ヶ所の改竄が行われて出版されたとして、立石は版元などに1100万円の損害賠償請求訴訟をおこした。作家が版元である出版社を訴えた異例の裁判として注目された。2001年10月30日の地裁判決は、文藝春秋に対して200万円の支払いを命じた。原告・被告とも控訴しなかったため、地裁の判決が確定した。

## 著書
- 『復讐する神話　松下幸之助の昭和史』（1988年、文藝春秋）
  - 『松下幸之助の昭和史』（2011年、七つ森書館）
- 『漂流する経営　堤清二とセゾングループ』（1990年、文藝春秋）
  - 『堤清二とセゾングループ』（1995年、講談社文庫）
- 『土地の魔術　地価高騰の舞台裏を検証する』（1990年、文藝春秋）共著：入江吉正、佐瀬稔、向谷進
- 『ふたつの轍　ワコール・塚本幸一を支えた男たち』（1991年、日本実業出版社）
  - 『女性を創造する　ワコール物語』（1996年、講談社文庫）
- 『地方の王国』（1991年、プレジデント社）
- 『覇者の誤算　日米コンピュータ戦争の40年』（1993年、日本経済新聞社→講談社文庫）
- 『ふたつの西武　揺らぐ兄弟の王国』（1997年、日本経済新聞社）
- 『三和銀行香港支店』（1997年、講談社）
- 『井深大とソニースピリッツ』（1998年、日本経済新聞社）
- 『ソニーの「出井」革命』（1998年、講談社→講談社+α文庫）
- 『魔術師　三原脩と西鉄ライオンズ』（1999年、文藝春秋→小学館文庫）全二冊
- 『ソニーと松下　二十一世紀を生き残るのはどちらだ!』（2001年、講談社→講談社＋α文庫）
- 『ソニー革命　ブロードバンド戦略を築く男たち』（2002年、プレジデント社）
- 『異端の勇気　ソニー革命の起爆剤』（2003年、中央公論新社）
- 『淋しきカリスマ堤義明』（2005年、講談社）
- 『チャイナリスク　ある邦銀の挑戦』（2005年、小学館文庫）
- 『働くこと、生きること』（2006年、草思社）
- 『ソニー インサイド ストーリー』（2006年、講談社）
- 『ソニー 厚木スピリット 』（2007年、小学館）
- 『ヤマダ電機の品格　No.1企業の激安哲学』（2008年、講談社）
- 『企業栄えて、我ら疲弊す　会社は誰のためにあるのか』（2008年、草思社）
- 『ソニー最後の異端―近藤哲二郎とA3研究所』（2008年、講談社）
- 『「経営の神様」最後の弟子が語る　松下幸之助から教わった「経営理念を売りなさい」』（2009年、講談社）
- 『「がんばらない」経営　不況下でも増収増益を続けるケーズデンキの秘密』（2010年、草思社）
- 『ヤマダ電機の暴走』（2010年、草思社）
- 『フェリカの真実　ソニーが技術開発に成功し、ビジネスで失敗した理由』（2010年、草思社）
- 『アトム電器の秘密』（2011年、草思社）
- 『さよなら!僕らのソニー』（2011年、文春新書）
- 『松下幸之助の憂興』（2014年、文春新書）
- 『君がいる場所、そこがソニーだ ソニーを去った異端たちの夢』（2016年、文春新書）
- 『マーケティングのSONY：市場を創り出すDNA 』（2019年、岩波書店）